# Giuseppe Merlino
Giuseppe 'Pino' Merlino (Lipari, 19 maggio 1927 – Messina, 23 novembre 1993) è stato un politico italiano.
Ingegnere idraulico, esponente della Democrazia Cristiana, segretario cittadino della DC di Milazzo negli anni sessanta, consigliere comunale dal 1965 al 1990, assessore all'annona e mercati dal 1965 al 1967 e Sindaco di Messina dal 1970 al 1976, è stato deputato all'Assemblea Regionale Siciliana nella IX, X e XI Legislatura, dove ricoprì l’incarico di Assessore Regionale al Turismo, Comunicazioni e Trasporti dal 1987 al 1992.